# Praksa
Praksa (gr. πράξις, praxis = dejanje, dogodek, delo) predstavlja dejanje, akcijo, aktivnost in je v tem smislu nasprotje Aristotlovima konceptoma poiēsis in theoria. Koncept je zlasti pomemben v marksistični misli, saj ga je Karl Marx pogosto uporabil v pomenu nasprotja čistemu delu. 

## Marksistično razumevanje
Tako Marx kot kasnejši marksisti (na primer Italijana Antonio Labriola in Antonio Gramsci, Madžar Georg Lukásc in francoski mislec Jean-Paul Sartre) so prakso razumeli kot svobodno, zavedno, kreativno človeško aktivnost, ki je edina sposobna ustvarjati vedenje in nov, boljši družbeni red. Jürgen Habermas pa je pojem uporabil v kontekstu komunikacijske interakcije med ljudmi, ki jo urejajo moralne norme. S tega stališča je praksa nasprotje instrumentalnemu dejanju, s čimer je mogoče razmeti, denimo, produkcijo dobrin, ki jo urejajo tehnična pravila (in torej ne moralne norme).
Pojem praksa je potemtakem osrednjega pomena v marksistični filozofiji. Človek je po mnenju Marxa namreč par excellence bitje prakse, ki je zavestno in svobodno pri oblikovanju svojega življenja.  Praksa se v tem pomenu ne nanaša toliko na odnos človeka do narave, marveč bolj na odnos med ljudmi. 
»Marx je menil, da je bila v vsej dosedanji človeški zgodovini človekova praksa pod človeško ravnjo, da v okoliščinah razredno razdeljene družbe ni obstajala praksa v pravem pomenu besede. Zgražal se je nad tem, da v človekovem življenju ni ne enakosti in ne vzajemnosti, ker so odnosi med ljudmi urejeni po zgledu odnosa človeka do stvari, ker v takih odnosih prevladuje logika odnosa subjekt-objekt, ki ga je evropsko meščanstvo tako dosledno uveljavilo  v odnosu med človekom in naravo.«